# Hidroximetilglutaril-CoA reductasa (NADPH)
En enzimología, una hidroximetilglutaril-CoA reductasa (NADPH) (EC 1.1.1.34) es una enzima que cataliza la reacción química global:
(R)-mevalonato + CoA + 2 NADP+ {\displaystyle \rightleftharpoons } (S)-3-hidroxi-3-metilglutaril-CoA + 2 NADPH + 2 H+
Los 3 sustratos de esta enzima son (R)-mevalonato, CoA y NADP+, mientras que sus 3 productos son (S)-3-hidroxi-3-metilglutaril-CoA, NADPH y H+.
Esta enzima pertenece a la familia de las oxidorreductasas, para ser específicos los que actúan en el grupo de donantes CH-OH con NAD + o NADP + como aceptor. Esta enzima participa en la biosíntesis de esteroides, incluido el colesterol. La clase de medicamentos de estatinas anticolesterol actúan a través de la inhibición de esta enzima.
La reacción enzimática procede en tres etapas: 
a) Reducción del éster S-tiocarboxílico para formar un tiohemiacetal. 
b) Eliminación del azufre a partir del tiohemiacetal, para formar el aldehído del mevaldato 
c) Reducción del aldehído del mevaldato, en donde se forma el mevalonato. 

## Nomenclatura
El nombre sistemático de esta clase de enzima es (R)-mevalonato:NADP+ oxidoreductasa (CoA-acilante). Otros nombres de esta enzima son:
- hidroximetilglutaril coenzime A reductasa (fosfato de nicotinamida reducida -adenosin dinucleótido), 3-hidroxi-3-metilglutaril-CoA reductasa
- β-hidroxi-β-metilglutaril coenzima A reductasa
- hidroximetilglutaril CoA reductasa (NADPH)
- S-3-hidroxi-3-metilglutaril-CoA reductasa
- NADPH-hidroximetilglutaril-CoA reductasa
- HMG-CoA reductasa-mevalonato:NADP-Oxidoreductasa (CoA-acetilante)
- 3-hidroxi-3-metilglutaril CoA reductasa (NADPH)
- hidroximetilglutaril-CoA reductasa (NADPH).

## Estudios estructurales
Hacia 2007, 12 estructuras han sido propuestas las estructuras para esta clase de enzimas, con PDB códigos de accesión 1DQ8, 1DQ9, 1DQ8, 1HW8, 1HW9, 1HWI, 1HWJ, 1HWK, 1HW8, 2Q1L, 2Q6B, y 2Q6B.